# Lilla Hösjö
Lilla Hösjö är en sjö i Värnamo kommun i Småland och ingår i Lagans huvudavrinningsområde. Sjön är 4,7 meter djup, har en yta på 0,031 kvadratkilometer och är belägen 222 meter över havet.